# Coelichneumon bohemani
Coelichneumon bohemani là một loài tò vò trong họ Ichneumonidae.